# Kjartan Sveinsson
Kjartan Sveinsson (2 gennaio 1978) è un polistrumentista islandese, noto per la sua militanza nei Sigur Rós.

## Biografia
Nella prima metà degli anni novanta Sveinsson è stato parte del gruppo rock Bee Spiders (in cui militò anche Jónsi), facendo la parte della cantante femminile. Nel 1995 la formazione trionfò ai Musiktilraunir nella categoria gruppo più interessante e per l'occasione si presentò vestito da drag queen, rispecchiando fedelmente l'idea di cantante femminile.
Sveinsson entrò nei Sigur Rós di Jónsi verso la fine degli anni novanta, partecipando alle registrazioni del secondo album Ágætis byrjun del 1999. Da allora è stato presente in ogni pubblicazione del gruppo fino a Valtari del 2012. Dopo essere stato assente durante tutta la relativa tournée, il musicista ha abbandonato la formazione il 25 gennaio 2013 per dedicarsi ad altri progetti personali. Oltre a ricoprire il ruolo di tastierista, durante il periodo trascorso con il gruppo si è occupato anche della stesura degli arrangiamenti e dell'esecuzioni di strumenti vari, passando dalla chitarra fino al flauto, il flauto irlandese, l'oboe e il banjo. Il 15 febbraio 2022 è ritornato nei Sigur Rós, partecipando al relativo tour e alle sessioni di registrazione dell'ottavo album.
Durante il 2005 Sveinsson si è esibito anche sotto lo pseudonimo The Lonesome Traveller con un altro membro dei Sigur Rós, Orri Páll Dýrason, e la violinista del gruppo Amiina Maria Huld Markan Sigfúsdóttir (che Sveinsson ha sposato nel 2001).

## Discografia

### Da solista
Album in studio
- 2016 – Der klang der offenbarung des göttlichen
- 2017 – Music from Das Schloss des Sommerlandes

EP
- 2020 – The Last Farm

### Con i Sigur Ros
- 1999 – Ágætis byrjun
- 2002 – ( )
- 2005 – Takk...
- 2007 – Hvarf-Heim (raccolta)
- 2008 – Með suð í eyrum við spilum endalaust
- 2011 – Inni (live)
- 2012 – Valtari